# Sigetec Ludbreški
Sigetec Ludbreški is een plaats in de gemeente Ludbreg in de Kroatische provincie Varaždin. De plaats telt 765 inwoners (2001).